# Hussein Bassir
Hussein Bassir es un egiptólogo y arqueólogo que dirige las excavaciones de Guiza, Egipto. Además forma parte del grupo de excavación  del Valle de la Momias Doradas en el oasis de Bahariya.

## Biografía

### Egiptología
En 1994 recibió su licenciatura de egiptología de la Universidad de El Cairo. En 2004 obtuvo su Maestría en estudios sobre el medio oriente de la Universidad de Johns Hopkins en Baltimore, Maryland. Ahora se dedica hacer investigación como candidato al doctorado por la misma Universidad. Antes de estudiar en Estados Unidos, trabajó como miembro del equipo arqueológico del Dr. Zahi Hawass.
Además, es miembro del Consejo Supremo de Antigüedades del Ministerio de Cultura de Egipto.En actualidad es director general de GEM(Grand Egyptian Museum).

### Escritor
Es autor de varias obras de ficción en árabe como "En busca de Khnum" y "El viejo hipopótamo rojo". También ha publicado varios artículos sobre literatura árabe, cine, egiptología y arqueología.